# باز ریج‌وی
باز ریج‌وی یا سارگپه ریج‌وی (نام علمی: Buteo ridgwayi) نام یک گونه از سرده سارگپه است.